# Rudolf Kasztner
Rudolf Kasztner, anche conosciuto come Rezső Kasztner (Kolozsvár, 1906 – Tel Aviv, 15 marzo 1957), è stato un giornalista e avvocato ungherese di origine ebraica. Ha dato il nome al cosiddetto treno di Kastner.

## Biografia
Dopo la laurea in legge, divenne giornalista politico per il quotidiano sionista in lingua ungherese  Új Kelet. Con l'inizio delle persecuzioni anti-ebraiche, mise in piedi a Cluj un centro di informazione per aiutare i rifugiati che arrivavano dall'Austria, dalla Polonia e dalla Slovacchia, procurando loro un alloggio temporaneo, vestiti e cibo e organizzando la loro fuga attraverso la Romania o in Palestina. Nel 1941 il governo ungherese chiuse tutti i giornali ebraici, compreso Új Kelet. Kasztner, allora 36enne, decise di trasferirsi a Budapest per cercare un lavoro. Qui divenne uno dei leader del Comitato di aiuto e salvataggio di Budapest (Va'adat Ezrah Vehatzalah, anche noto come Vaada), che provvedeva all'assistenza dei ghetti ebraici polacchi e aiutava gli ebrei a fuggire dalla Polonia e in seguito all'invasione nazista del marzo 1944 dall'Ungheria stessa. Nel 1944 fu al centro delle trattative con Adolf Eichmann e Kurt Becher, che portarono al piano conosciuto come treno di Kastner e alla salvezza di 1684 ebrei, espatriati in Svizzera in cambio di gioielli e preziosi per un valore di diversi milioni di franchi svizzeri.
Nel dopoguerra Kasztner si trasferì in Israele, diventando nel 1952 portavoce del Ministero del Commercio e dell'Industria. Nel 1953 fu accusato di essere stato un collaboratore nazista in un opuscolo autoprodotto dallo scrittore Malchiel Gruenwald. L'accusa derivava dalla sua relazione con Eichmann e con Becher, e dal fatto che dopo la guerra aveva fornito a Becher e ad altri criminali di guerra delle testimonianze di carattere positivo, in particolare permettendo a Becher di sfuggire alle accuse per crimini di guerra e di non scontare alcuna pena. La questione divenne di carattere nazionale, quando il governo israeliano citò in giudizio Gruenwald per diffamazione; ma il processo si concluse nel 1955, dando ragione a Gruenwald e affermando che Kasztner aveva, secondo le parole del giudice Benjamin Halevy (uno dei tre giudici che poi processarono nel 1961 Adolf Eichmann), "venduto l'anima al diavolo". Perché, se da una parte aveva salvato pochi eletti, in molti casi suoi parenti e amici, in cambio aveva spinto una grande massa di ebrei ad imbarcarsi volontariamente per Auschwitz dietro l'illusione che si trattasse di un semplice "reinsediamento", pur conoscendo attraverso vari rapporti il destino dei deportati. Il verdetto suscitò scalpore e portò alla caduta del gabinetto israeliano guidato da Moshe Sharett.
Kasztner, dimessosi dal governo, divenne virtualmente un recluso, dicendo ai giornalisti che viveva con una solitudine "più nera della notte, più buia dell'inferno". Dopo mesi nell'occhio del ciclone dell'opinione pubblica, fu infine ferito il 3 marzo 1957 da una squadra di tre uomini della milizia di destra Lehi e morì per le ferite riportate dodici giorni dopo.  La Corte suprema di Israele nel gennaio 1958 ribaltò per la maggior parte la sentenza contro Kasztner, dichiarando, in una decisione separata, che la corte inferiore aveva "commesso un grave errore".